# Tisa Superioară (sit SPA)
Tisa Superioară este o arie protejată (arie de protecție specială avifaunistică — SPA) din România întinsă pe o suprafață de 2.862 ha, integral pe uscat.

## Localizare
Situl se întinde pe teritoriul administrativ al județului Maramureș (Bocicoiu Mare, Câmpulung la Tisa, Remeți, Sarasău, Săpânța și Sighetu Marmației). Centrul sitului Tisa Superioară este situat la coordonatele 47°58′51″N 23°48′16″E / 47.980964°N 23.804378°E.

## Înființare
Situl Tisa Superioară a fost declarat arie de protecție specială avifaunistică (ROSPA0143) în octombrie 2011 pentru a proteja mai multe specii avifaunistice. Acesta se suprapune cu aria protejată Parcul Natural Munții Maramureșului.

## Biodiversitate
Situată în ecoregiunea continentală (95,09%) a luncii Tisei și cea alpină (4,91%) a Munților Maramureșului, aria protejată nu include niciun habitat protejat.
La baza desemnării sitului se află 50 specii de păsări ocrotite la nivel european sau aflate pe lista roșie a IUCN; astfel: pescăruș albastru (Alcedo atthis), rață sulițar (Anas acuta), rață lingurar (Anas clypeata), rață mică (Anas crecca), rață fluierătoare (Anas penelope), rață mare (Anas platyrhynchos), rață cârâitoare (Anas querquedula), gârliță mare (Anser albifrons), gâsca de vară (Anser anser), gâscă de semănătură (Anser fabalis), acvilă țipătoare mare (Aquila clanga),acvilă țipătoare mică (Aquila pomarina), stârc roșu (Ardea purpurea), ciuf de câmp (Asio flammeus), rață cu cap castaniu (Aythya ferina), rață moțată (Aythya fuligula), rață roșie (Aythya nyroca), cocoș de mesteacăn (Bonasa bonasia), bufniță (Bubo bubo), buhai de baltă (Botaurus stellaris), caprimulg (Caprimulgus europaeus), barză albă (Ciconia ciconia), barză neagră (Ciconia nigra), erete de stuf (Circus aeruginosus), erete vânăt (Circus cyaneus), cristel de câmp (Crex crex), ciocănitoarea de stejar (Dendrocopos medius), ciocănitoare neagră (Dryocopus martius), egretă mică (Egretta alba), muscar gulerat (Ficedula albicollis), muscar (Ficedula parva), lișiță (Fulica atra), becațină comună (Gallinago gallinago), cufundar polar (Gavia arctica), cocor mare (Grus grus), stârc pitic (Ixobrychus minutus), sfrâncioc roșiatic (Lanius collurio), sfrânciocul cu frunte neagră (Lanius minor), pescăruș râzător (Larus ridibundus), stârc de noapte (Nycticorax nycticorax), viespar (Pernis apivorus), cormoran mare (Phalacrocorax carbo), ciocănitoare verzuie (Picus canus), corcodel cu gât negru (Podiceps nigricollis), cresteț cenușiu (Porzana parva), cresteț pestriț (Porzana porzana), chiră de baltă (Sterna hirundo), huhurez mic (Strix uralensis) și nagâț (Vanellus vanellus).